# Neuroleon (Neuroleon) bronzii
Neuroleon (Neuroleon) bronzii is een insect uit de familie van de mierenleeuwen (Myrmeleontidae), die tot de orde netvleugeligen (Neuroptera) behoort. 
Neuroleon (Neuroleon) bronzii is voor het eerst wetenschappelijk beschreven door Navás in 1931.